# Sac City
Sac City er en amerikansk by og administrativt centrum for det amerikanske county Sac County i staten Iowa. I 2000 havde byen et indbyggertal på 2.368.

## Ekstern henvisning
- Sac Citys hjemmeside (engelsk)

42°25′16″N 94°59′42″V / 42.42111°N 94.99500°V